# Стоикулешти (Валча)
Стоикулешти (рум. Stoiculești) насеље је у Румунији у округу Валча у општини Шушани. Oпштина се налази на надморској висини од 259 m.

## Становништво
Према подацима из 2002. године у насељу је живело 458 становника, од којих су сви румунске националности.